# Olivia Palermo
Olivia de Paula Toledo Palermo (Nova Iorque, 28 de fevereiro de 1986) é uma personalidade da televisão e famosa socialite norte-americana; conhecida por fazer parte do reality show The City.

## Biografia
Olivia é filha de um milionário do ramo imobiliário; ela morou por um tempo em Paris antes de retornar aos EUA onde ficou conhecida por ter, supostamente, mandado um e-mail para os círculos sociais mais famosos de NY falando sobre sua volta com intenção de voltar a frequentar a alta sociedade nova-iorquina. Tal assunto virou capa de várias revistas e o fato é, até hoje, negado pela mesma. Porém, a fama mundial só veio junto com o programa The City, exibido no canal Multishow no Brasil. O programa mostra seu dia-a-dia como socialite e relações publicas da ELLE americana e anteriormente RP da marca Diane Von Furstenberg.
Em pouco tempo seu estilo marcante ganhou admiradores no mundo inteiro, tornando-a uma das it-girls mais famosas do mundo. Um estilo extremamente clássico e romântico com pequenas pitadas modernas, mas ainda delicado e feminino. Constantemente, Olivia é comparada à personagem patricinha Blair do seriado Gossip Girl, devido à sua personalidade e também ao seu modo de se vestir.
Atualmente, Olivia é casada com o modelo e fotógrafo alemão Johannes Huebl.
Olivia é considerada mundialmente um dos maiores ícones de moda.